# Distretto di Larino
Il distretto di Larino fu una delle suddivisioni amministrative del Regno delle Due Sicilie, subordinate alla provincia di Molise, istituita nel 1806 e soppressa nel 1860.

## Istituzione e soppressione
Fu istituito da Giuseppe Bonaparte con il decreto 274 dell'11 dicembre 1806, con il quale si individuava una nuova sottintendenza nella provincia di Capitanata, della quale Larino era, allora, parte. Nel precedente mese di settembre, infatti, era stata sancita la separazione amministrativa del Molise dalla Capitanata, ed i soli distretti di Campobasso ed Isernia erano rientrati nella nuova provincia molisana (legge 189 del 27 settembre 1806). La definizione dei confini tra le due province, però, fu completata solo nel 1811, allorquando, il territorio occidentale del distretto di Larino ed un lembo del distretto di Foggia furono trasferiti alla provincia di Molise. Di conseguenza, i confini dei distretti della Capitanata, del Molise e, anche, dell'Abruzzo citeriore furono ridisegnati. Persa, infatti, l'area orientale del suo territorio originale (che fu trasferita al neonato distretto di San Severo), il distretto di Larino si ingrossò acquisendo comuni e casali dai distretti di Campobasso, Isernia e Vasto fino ad assumere la sua configurazione definitiva. Con l'occupazione garibaldina e l'annessione al Regno di Sardegna del 1860, l'ente fu soppresso.

## Suddivisione in circondari
Il distretto era suddiviso in successivi livelli amministrativi gerarchicamente dipendenti dal precedente. Al livello immediatamente successivo, infatti, individuiamo i circondari, che, a loro volta, erano costituiti dai comuni, l'unità di base della struttura politico-amministrativa dello Stato moderno. A questi ultimi potevano far capo i casali, centri a carattere prevalentemente rurale. I circondari del distretto di Larino ammontavano a sette ed erano i seguenti:
1. Circondario di Larino:
  - Larino
  - Montorio nei Frentani
  - Ururi
  - San Martino in Pensilis
2. Circondario di Termoli[5]:
  - Termoli
  - San Giacomo degli Schiavoni
  - Guglionesi (fino al 1829)
  - Portocannone (fino al 1829)
  - Campomarino
3. Circondario di Santa Croce di Magliano:
  - Santa Croce di Magliano
  - Colletorto*
  - San Giuliano di Puglia*
  - Rotello
  - Bonefro*
  - Montelongo
4. Circondario di Palata:
  - Palata
  - Montecilfone (fino al 1829)
  - Montenero di Bisaccia
  - Tavenna
  - Acquaviva Collecroce
5. Circondario di Montefalcone:
  - Montefalcone nel Sannio
  - Mafalda
  - Montemitro
  - San Felice del Molise
  - Roccavivara
6. Circondario di Casacalenda:
  - Casacalenda
  - Morrone
  - Provvidenti
  - Ripabottoni
7. Circondario di Civitacapomarano:
  - Civitacampomarano
  - Castelmauro
  - Lupara
  - Guardialfiera
  - Castelbottaccio
  - Lucito
8. Circondario di Guglionesi (dal 1829)[5]:
  - Guglionesi (comprendente l'attuale comune di Petacciato)
  - Montecilfone
  - Portocannone

*I circondari furono in seguito portati a nove con la creazione dei circondari di Bonefro (Bonefro, Colletorto, SanGiuliano di Puglia) e, nel 1829, di Guglionesi (Guglionesi, Montecilfone, Portocannone).